# Audicinema
Audicinema è una ricerca di mercato qualitativa italiana, realizzata da C.R.A. Customized Research & Analysis in collaborazione con Rai Cinema. Analizza sistematicamente le opinioni e i comportamenti di consumo degli spettatori cinematografici.

## Gli obiettivi della ricerca
Audicinema analizza in modo continuo gli spettatori dei film che escono nelle sale cinematografiche in termini di marketing. Consente l'analisi di posizionamento del prodotto da parte delle società di distribuzione cinematografica e integra i dati quantitativi del Cinetel (il sistema di rilevazione degli incassi nelle sale cinematografiche).

## Il sistema di rilevazione dei dati
La rilevazione dei dati avviene tramite il Telepanel e l'Oversample.
Telepanel è un sistema di rilevazione informatizzata che interagisce con un panel di 3.500 famiglie pari a circa 9.500 individui rappresentative della popolazione italiana. Il campione, stratificato per nucleo secondo i parametri Istat è ponderato per rappresentare l'universo degli individui anche per sesso, età, titolo di studio e condizione professionale.
Ciascuna famiglia è dotata di un personal computer collegato via modem al centro elaborazione dati.
Oversample è un ulteriore panel di circa 20.000 individui reclutati fuori dalle sale cinematografiche con il requisito di potersi collegare con Audicinema tramite e-mail. Consente di correggere la distorsione statistica del Telepanel collegata al fatto che il 45% circa del campione non vede i film.

## L'elaborazione dei dati
Tramite il combinato disposto dei "composite estimators" si ottiene per ciascun film rilevato in Italia la proiezione Audicinema contenente dettagli sulla tipologia del titolo e sul gradimento del film. I risultati della ricerca sono disponibili mensilmente e sono comunicati ai richiedenti (società di produzione cinematografica, società di distribuzione, ecc.).